# Antonio Ingroia
Antonio Ingroia (Palermo, Italia, 31 de marzo de 1959) es un abogado, periodista, ex magistrado y político italiano.

## Biografía
Antonio Ingria nació en Palermo, la capital de Sicilia, Italia. En 1987 Ingroia empezó a cooperar en la Antimafia Pool de Giovanni Falcone y Paolo Borsellino, dos magistrados italianos que fueron asesinados en 1992 por la mafia. En 2009 se convirtió en subjefe fiscal antimafia de Palermo. El 26 de julio de 2012 se convirtió en director de una investigación de las Naciones Unidas en cuanto al narcotráfico en Guatemala. El 29 de diciembre del mismo año, anunció que iba a participar en las elecciones generales de Italia de 2013 en la cabeza de la coalición Revolución Civil. También es escritor y contribuye regularmente en una columna en el periódico diario Il Fatto Quotidiano.